# Winfield Scott
Winfield Scott (13 de junho de 1786 - 29 de maio de 1866) foi um general do Exército dos Estados Unidos, e candidato derrotado à sucessão presidencial pelo Partido Whig em 1852.
Conhecido como "Velho Agitação e Penas" e "Grande Velho do Exército", ele serviu na ativa como general mais do que qualquer outro homem na história norte-americana e, segundo alguns historiadores, o mais hábil comandante americano do seu tempo. Ao longo de sua carreira de 53 anos, ele comandou forças na Guerra de 1812 contra a Inglaterra, na Guerra Mexicano-Americana, e na Guerra Indígena e, principalmente, na Guerra Civil Americana. Nesta última, lutou pelo lado da União e concebeu a estratégia conhecida como Plano Anaconda que seria usado para derrotar a Confederação. Ele serviu como Comandante Geral do Exército dos Estados Unidos durante vinte anos, mais do que qualquer outro.